# Glycymeris corteziana
Glycymeris corteziana är en musselart som beskrevs av Dall 1916. Glycymeris corteziana ingår i släktet Glycymeris och familjen Glycymerididae. Inga underarter finns listade i Catalogue of Life.